# Lính cứu thương đường phố

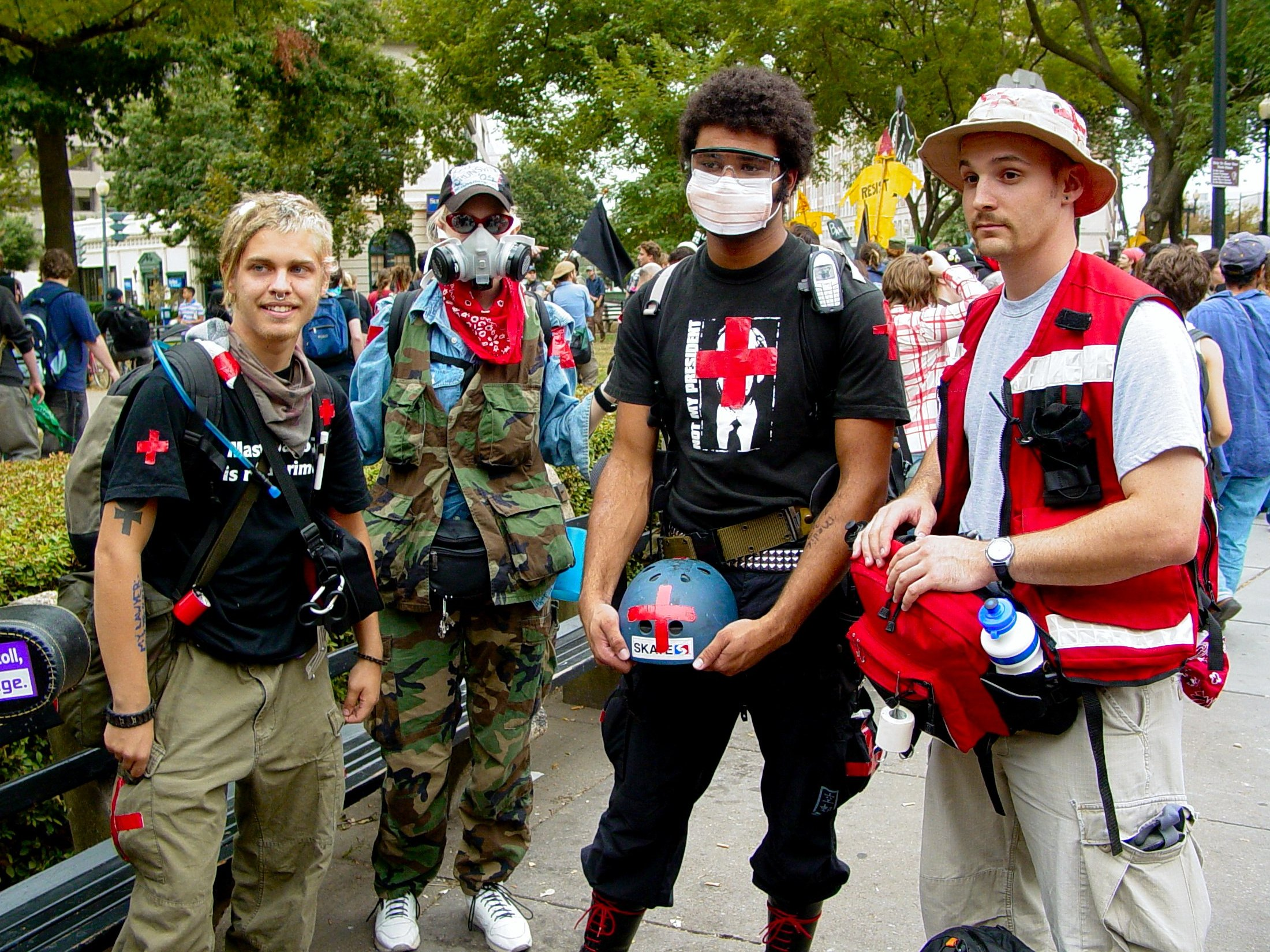
Lính cứu thương đường phố tại Dupont Circle ở Washington, DC trong cuộc biểu tình phản chiến ngày 24 tháng 9 năm 2005.

Lính cứu thương đường phố là những nhóm những tình nguyện viên tham gia vào các cuộc biểu tình để cung cấp dịch vụ chăm sóc y tế cơ bản nhất như sơ cứu. Không giống như bác sĩ hồi sức cấp cứu hay nhân viên y tế, lính cứu thương đường phố thường nghiệp dư hơn vì họ tham gia với trình độ kiến thức y học khác nhau.
Lính cứu thương đường phố có thể điều trị cho người bị chấn thương cơ học, hóa học, có vết thương từ các loại vũ khí kiểm soát đám đông, người bị động vật tấn công, người bị kiệt sức vì nóng nực, động kinh, v..v...

## Lịch sử
Lính cứu thương đường phố  bắt nguồn từ Hoa Kỳ trong Phong trào Dân quyền và phong trào phản chiến trong thập niên 1960. Họ quan niệm y học dùng để tự vệ và hỗ trợ y tế cho Phong trào Anh-điêng (AIM), Cựu Chiến binh Việt Nam Chống Chiến tranh (VVAW), Đảng Young Lords, Đảng Black Panther, và các tổ chức cách mạng khác của thập niên 1960 và 1970. Để sơ cứu nếu người biểu tình bị cảnh sát dùng bình xịt hơi cay, trước đây lính cứu thương đường phố  dùng quy trình MOfibA (Mineral Oil followed immediately by Alcohol, dùng dầu khoáng, ngay sau đó dùng rượu).  Do quy trình MOfibA có thể gây tổn thương nghiêm trọng cho bệnh nhân nếu lính cứu thương thực hiện không chuẩn xác, quy trình LAW (Liquid Antacid and Water, thuốc kháng acid và nước). Tuy nhiên ngày nay lính cứu thương chỉ được dùng nước để sơ cứu. 